# Jermolaj Fjodorovič Kern
Jermolaj Fjodorovič Kern (rusko Ермолай Фёдорович Керн), ruski general, * 1765, † 1841.
Bil je eden izmed pomembnejših generalov, ki so se borili med Napoleonovo invazijo na Rusijo; posledično je bil njegov portret dodan v Vojaško galerijo Zimskega dvorca.

## Življenje
10. aprila 1777 je vstopil v Smolenski dragonski polk in 2. marca 1789 je bil kot vodnik premeščen v Hersonski grenadirski polk. Udeležil se je vojne proti Turkom, za kar je bil povišan v zastavnika in pozneje še v podporočnika. Za zasluge med bitkami s Poljaki je napredoval še za dva čina. 
Leta 1806 se je ponovno udeležil bojev proti Turkom in nato še kampanje proti Francozom 1806-07. 4. decembra 1807 je bil povišan v majorja ter imenovan za poveljnika Pernovskega mušketirskega polka; 12. decembra istega leta je bil povišan v podpolkovnika. Pozneje se je bojeval še proti Švedom (1808-09); 29. decembra 1809 je bil odpuščen iz vojaške službe zaradi slabega zdravja. 
30. marca 1811 se je vrnil v vojaško službo in bil dodeljen 48. lovskemu polku. 26. aprila 1812 pa je postal poveljnik Belozerskega pehotnega polka, kateremu je poveljeval v začetku patriotske vojne. 18. julija 1813 je bil povišan v generalmajorja. Po končani kampanji 1813-14 je bil poveljnik nemškega mesta Meysen in vojaški guverner Cassla. 
Pozneje (1. junija 1815) je bil imenovan za poveljnika 3. brigade 17. pehotne divizije, nato za poveljnika 15. pehotne divizije, za poveljnika 2. brigade 25. pehotne divizije, za poveljnika 11. pehotne divizije in za poveljnika 2. pehotne divizije.
Med 26. septembom 1823 in 20. julijem 1827 je bil poveljnik Rige, nato pa je bil od 29. februarja 1828 poveljnik Smolenskega. 14. aprila 1829 je bil povišan v generalporočnika, nakar pa je bil 17. novembra 1837 odpuščen iz vojaške službe. 